# Авендрас
Авендрас (Иппис, I век — Кальяри, 77 год) — святой епископ Кальяри.
Святой Авендрас, или Авендракс родился в Ипписе, селе, расположенном на территории современного Серраманна. Он стал первым епископом Кальяри. Согласно агиографическому преданию, после того, как его осудили за то, что он был христианином, он укрылся в пещере недалеко от пруда Санта-Гилла-Ди-Кальяри (Santa Gilla di Cagliari). После двух лет, проведенных в пещере, он вышел, чтобы совершить пастырский визит в различные веси своей епархии. Будучи обнаружен и схвачен, он сбежал и укрылся в горах. Затем, после появления ангела, св. Авендрас вернулся в первое убежище в Санта-Гилле. Предание гласит о том, что ворон кормил его, принося ему пищу каждый день. После его смерти, вероятно, по болезни, он был похоронен в том же месте, где укрывался. Над это месте впоследствии была построена церковь, освящённая в его честь.